# Talab as-Sána
Talab as-Sána (hebrejsky: טלב אלצאנע, Taleb el-Sana, arabsky: طلب الصانع) je izraelský politik a bývalý poslanec Knesetu za stranu Sjednocená arabská kandidátka.

## Biografie
Narodil se 25. prosince 1960 v beduínské osadě poblíž lokality Tel Arad. Bydlí v beduínském městě Lakija. Je ženatý, má pět dětí. Vystudoval právo na Hebrejské univerzitě. Hovoří arabsky a anglicky.

## Politická dráha
Do Knesetu nastoupil po volbách roku 1992, ve kterých tehdy kandidoval za stranu Arabská demokratická strana. Ve funkčním období 1992–1996 v parlamentu působil ve výboru pro práci a sociální věci, výboru pro drogy a výboru pro záležitosti vnitra a životního prostředí. Zasedal ve vyšetřovací komisi pro beduínský sektor v Izraeli. Ve volbách roku 1996 mandát obhájil, tentokrát kandidoval za stranu Mada-Ra'am. V letech 1996–1999 byl členem parlamentního výboru pro státní kontrolu, výboru pro práci a sociální věci, výboru pro vědu a technologie a výboru pro záležitosti vnitra a životního prostředí.
V Knesetu zasedl i po volbách roku 1999 nyní již za kandidátní listinu Sjednocená arabská kandidátka. Zasedal pak ve výboru pro práci, sociální věci a zdravotnictví, výboru pro ústavu, právo a spravedlnost a výboru pro práva dětí. Byl předsedou výboru pro drogy. Mandát si udržel po volbách roku 2003 a ve funkčním období 2003–2006 byl členem výboru pro státní kontrolu, výboru pro vzdělávání, kulturu a sport a výboru pro drogy. Ve volbách roku 2006 byl zvolen opětovně a pracoval potom jako člen výboru pro zahraniční záležitosti a obranu, výboru pro ústavu, právo a spravedlnost, výboru pro státní kontrolu, výboru pro drogy a zasedal ve vyšetřovací komisi pro odposlechy. Ve volbách roku 2009 mandát obhájil. Je předsedou výboru pro drogy a členem výboru pro ústavu, právo a spravedlnost.
V letech 2003–2009 zastával post předsedy poslaneckého klubu Sjednocené arabské kandidátky.